# Als ich jung war

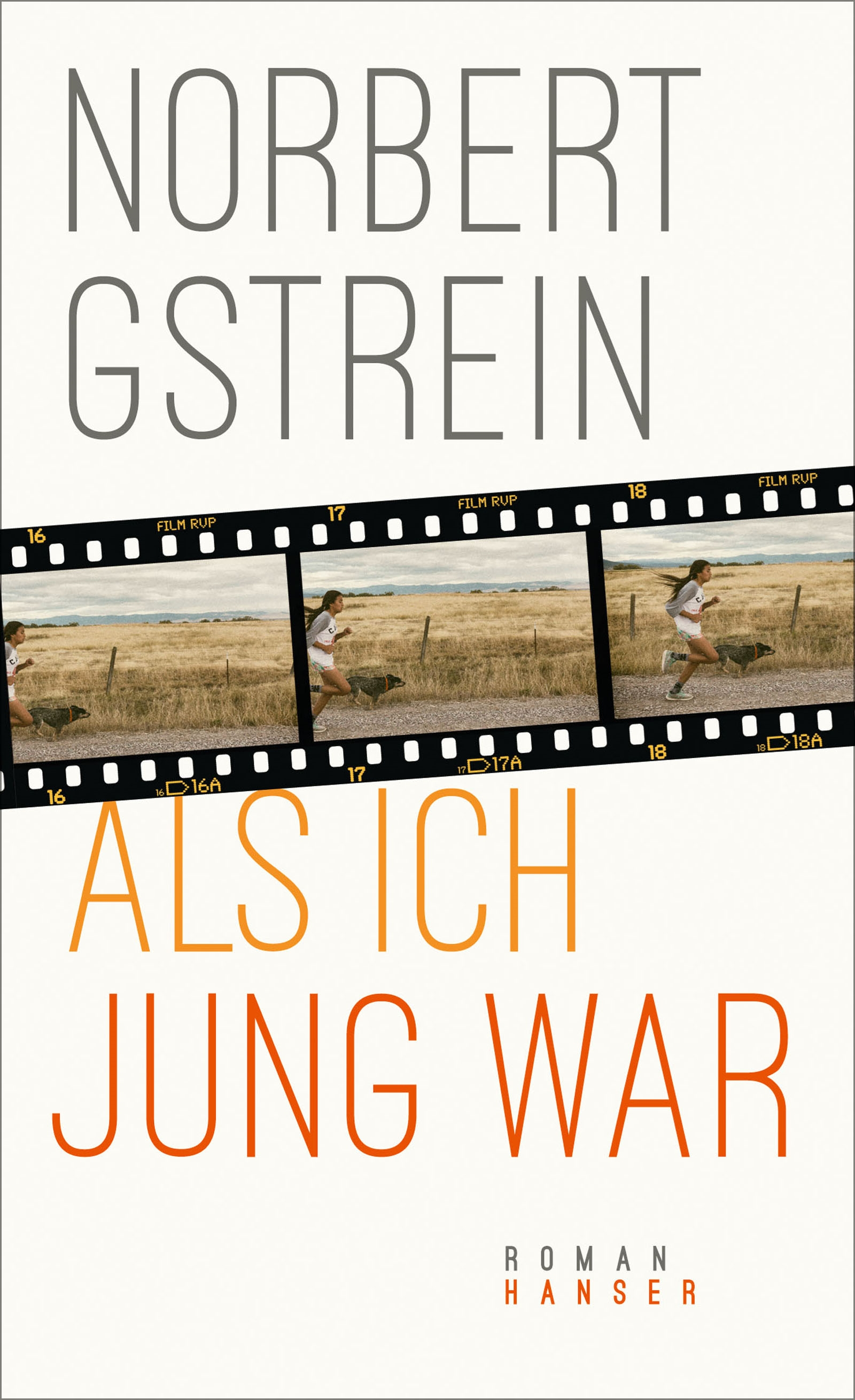
Buchcover (Norbert Gstrein: Als ich jung war. Carl Hanser Verlag, München 2019, ISBN 978-3-446-26371-0)

Als ich jung war ist ein Roman des österreichischen Schriftstellers Norbert Gstrein und wurde am 16. Juli 2019 vom Carl Hanser Verlag veröffentlicht. Am Ende desselben Jahres gewann Gstrein mit seinem Roman den Österreichischen Buchpreis.
Im Text erzählt der Protagonist Franz von seiner Jugend als Hochzeitsfotograf, bis eines Tages unter mysteriösen Umständen eine Braut von einer Klippe stürzt. Daraufhin reist Franz nach Amerika, um als Skilehrer in Jackson zu unterrichten. Doch sein treuester Schüler, der Professor Jan Moravec, nimmt sich das Leben. Bis zum Ende ist unklar, was Franz mit den Vorfällen zu tun hat.

## Inhaltszusammenfassung

### Teil I: DIESE FREUDEN

#### Erstes Kapitel
Franz’ Bruder Viktor eröffnet das Schlossrestaurant wieder, wo seine Familie früher jeden Sommer Hochzeiten geplant hat. Das Schlossrestaurant wird deshalb auch als Hochzeitsfabrik bezeichnet. An diesen Hochzeiten hat Franz fotografiert. Dreizehn Jahre vor der Wiedereröffnung ist eine Braut namens Iris an ihrer Hochzeitsnacht von einer Klippe gestürzt. Während der Hochzeit hat Iris ihren 15 bis 20 Jahre älteren Bräutigam geneckt, ihm aber trotzdem gesagt, wie glücklich sie sei. Sie glaubt auch, Franz hätte sich in sie verliebt. Am nächsten Morgen, nachdem die Leiche gefunden wurde und die Ermittlungen begonnen haben, wird Franz vom Kommissar besucht, der ihn befragt. Auf einem Bild der Hochzeit sind vier Männer zu erkennen, welche zuvor versucht haben, Iris zu «entführen». Nach der Aufnahme dieses Fotos haben sie es geschafft, dass Iris bei ihnen einsteigt. Vier Stunden später kehrt Iris mit ihnen zurück. Es stellt sich heraus, dass alle vier ehemalige Verehrer Iris’ sind und später gelten sie für ein paar Tage als Hauptverdächtige oder zumindest Beteiligte. Iris’ Vater fängt nach der Brautentführung einen Streit mit den Verehrern an und verjagt sie von der Hochzeit. Es stellt sich im Laufe der Ermittlungen heraus, dass zwischen der letzten Sichtung und dem Tod der Braut zwei Stunden vergangen gewesen sind, jedoch wird nicht geklärt, was in dieser Zeit geschehen ist.
Einige Wochen vor der Hochzeit von Iris hat eine andere Hochzeit stattgefunden, bei der Franz sich in Sarah Flarer, die Cousine der Braut, verliebt hat. Zum ersten Mal trifft er sie in der Kapelle, wo sie Geige spielt. Bevor Franz Sarah getroffen hat, ist er für drei Monate lang wegen einer Kellnerin jeden Abend in dasselbe Café gegangen.

#### Zweites Kapitel
Franz erinnert sich an die Zeit, die er mit dem Professor erlebt hat, bevor dieser Selbstmord begangen hat: Franz zieht wenige Wochen nach dem Tod von Iris nach Jackson, Wyoming USA, wo anfängt, als Skilehrer zu arbeiten. Der Professor ist sein treuester Schüler, mit dem er auch oft nach Feierabend Zeit verbringt. Des Professors Name ist Jan. Die beiden gehen oft zu Kathy, die eine Bar und ein Diner betreibt. Es gibt zu dieser Zeit Gerüchte, dass der Professor schwul sei und sich in Franz verliebt habe und deshalb so viel Zeit mit ihm verbringen wolle. In einem Winter bringt der Professor eine Begleiterin, die er als seine Nichte vorstellt, die aber seltsamerweise nur für eine genau bestimmte Zeit zur Verfügung steht und nach vier Nächten flieht. Zweimal mietet der Professor einen Helikopter, damit er mit Franz an unerreichbaren Stellen Skifahren kann. Am Abend vor dem Suizid schenkt der Professor Franz eine Uhr, in der „Für unsere gemeinsamen Tage, für alles“ eingraviert ist. Am Tag darauf wird Franz von einer Studentin besucht, die ihm die Nachricht vom Suizid des Professors überbringt. Sie begeben sich gemeinsam mit der Gondel zu der Stelle, wo der Professor mit dem Kopf voraus in einen Baum gefahren ist.

#### Drittes Kapitel
In Jackson verunfallt Franz zum zweiten Mal, nachdem er sich im vorangegangenen Winter bei einem Sprung das Knie ins Auge gerammt hat, und kann nicht mehr als Skilehrer arbeiten. Er hat sich diesmal beim Tiefschneefahren das linke Knie zerschlagen und die Bänder darin gerissen. Dreieinhalb Monate später kehrt Franz nach Österreich zu Viktor zurück, mit dem er seit dem Tod ihres Vaters fünf Jahre zuvor nicht mehr gesprochen hat. In der Nacht nach dem Begräbnis haben sich die Brüder gestritten. Im darauffolgenden Jahr ist das Hotel in den Bergen niedergebrannt, wo sie zuvor ihre Winter verbracht haben. Viktor ist mittlerweile mit Johanna, einer ehemaligen Finanzprüferin, verheiratet. In Österreich nimmt Franz das Entspannungszimmer, welches für die Hochzeitspaare gedacht ist, ein. Drei Wochen später kündigt Viktor an, er wolle wieder Hochzeiten ausführen. Ein Anwalt, der mit Viktor befreundet ist und mehrmals monatlich zum Abendessen kommt, möchte gerne die Hochzeit seiner Tochter Kira bei Viktor feiern und schlägt vor, den Betrieb wieder aufzunehmen.
In der Kindheit von Franz und Viktor streiten sich ihre Eltern oft, sodass Franz nicht einschlafen kann und ihnen zuhört. Der Streit handelt oft darum, dass die Mutter Alkoholikerin ist und dem Vater immer wieder droht, sich das Leben zu nehmen. Franz schleicht oft frühmorgens in die Küche, um sicherzugehen, dass die Mutter noch lebt. Viktor erzählt, dass der erste Gast, der nach der Wiedereröffnung des Restaurants dieses besucht hat, der Kommissar gewesen sei. Dort erkundigt er sich nach den Speisen der Unglückshochzeit und nach Franz, da sein Umzug nach Jackson einer Flucht gleicht. Zudem erwähnt Viktor Franz gegenüber, dass ihr Vater auf dem Sterbebett erzählt hat, dass er Franz in der Nacht des Unglücks draußen getroffen habe.
Franz hat sich wirklich draußen aufgehalten, als er nach Einbruch des Morgens aufgestanden ist und auf dem Parkplatz fünf fremde Wagen entdeckt. Von außen schaut er in den Gastraum, wo er die letzten Gäste sieht. Weil er seiner Mutter nicht begegnen will, geht er in Richtung Lichtung und entdeckt seinen Vater hinter dem Haus. Dieser wühlt in den Mülltonnen, auf der Suche nach dem Ehering des Bräutigams. Die Mutter hat diesen um drei Uhr morgens in eine Serviette gewickelt und später in die Mülltonne geworfen. Nach Aussagen des obduzierenden Arztes wäre die Braut während des Gesprächs vom Vater und Franz noch für kurze Zeit am Leben, bereits tot oder gerade am Verunglücken.
Franz hat weder seinem Vater noch Viktor von seiner ersten Begegnung mit Sarah erzählt. Er hat sie nach ihrem Geigenspiel angesprochen und den Rest vom Tag fast ausschließlich mit ihr verbracht. Sie erzählt ihm von ihren Zukunftsplänen und davon, dass diese ganze Heiraterei nicht mag. Am Abend gehen sie zusammen auf den Schlossberg. Franz fällt auf, dass Sarah hinkt.

#### Viertes Kapitel
Der Professor hat Franz eine Korrespondenz hinterlassen. Franz erfährt, dass der Professor möglicherweise eine Affäre mit einer um einiges jüngeren Frau namens Aura führt, da er ein Päckchen mit ihren ausgedruckten Chatverläufen erhält.
Franz fährt nach Anweisung von zwei Skilehrern nicht bis zur Unglücksstelle des Professors. Er beobachtet, wie der Professor in einem schwarzen Sack weggebracht wird. Danach besucht Franz Kathy, welche im Jahr zuvor dabei gewesen ist, als der Professor Franz angeboten hat, ihn zu adoptieren. Franz hat jedoch abgelehnt. Durch die Mitteilung über den Tod des Professors ist Kathy aufgebracht, niedergeschlagen und wütend. Franz erinnert sich an den starren Günther, da der Professor gewisse Ähnlichkeiten mit ihm hatte. Der starre Günther ist ein Stammgast im Tirol gewesen, der auch Suizid begangen hat. Kathy sagt zu Franz, dass er für den Professor die Person gewesen sei, die ihm am nächsten gestanden sei. Franz reagiert darauf abwehrend.
Auf dem Nachhauseweg wird Franz wegen vermeintlicher Trunkenheit vom Hilfssheriff angehalten. Dieser stellt die Vermutung über den Professor an, dass dieser sein Gesicht zerschmettert hat, weil es ihm so nicht mehr genommen werden könne: „Was er selbst ausradiert, kann er nicht mehr verlieren“ (S. 94).
Am nächsten Tag wird Franz vom Sheriff besucht und sie unterhalten sich über den Abend vor dem Suizid und über den Professor. Der Sheriff erwähnt, dass die Überreichung der Uhr wie ein Heiratsantrag ausgesehen hat und Franz ihn hat abblitzen lassen. Daraufhin besucht Franz das Hotel, in dem der Professor untergebracht gewesen ist und erkundigt sich nach dem Boten, der ihm die Korrespondenz des Professors gebracht hat.

#### Fünftes Kapitel
Viktor verreist mit seinen italienischen Jagdkameraden an die Adria. Während seiner Abwesenheit folgt Johanna Franz auf die Klippe und befragt ihn über die Zeit von Iris’ Hochzeit und Tod. Franz vermutet, dass Viktor sie auf ihn angesetzt hat, da sie zuvor kaum ein Wort mit ihm gewechselt hat. Franz erwähnt, dass er sich in der Nacht der Hochzeit mit Sarah auf dem Schlossberg getroffen hat. Er verschweigt ihr aber, dass er Sarah gegen ihren Willen geküsst hat. Johanna fängt an, über den Tod der Braut zu spekulieren. Ihr Gespräch führt zu den Hochzeitsfotos, welche Franz damals geschossen hat. Sie beschließen, sie nach all diesen Jahren anzuschauen. Es scheint jedoch nichts merkwürdig. Johanna fährt daraufhin weg und kommt erst spät abends zurück.
Franz beschließt, sich als Englischlehrer zu bewerben, obwohl er keine Ausbildung dazu hat.
Viktor kommt euphorisch von seinem Ausflug zurück.

#### Sechstes Kapitel
Aura Moreno ist eine Frau aus Puerto Rico. Der Professor lernt sie bei einem Symposium für Weltliteratur in der Wüste außerhalb von Los Angeles kennen. Der Professor kauft Aura eine zweibändige Ausgabe des Don Quijote und sie wechseln ein paar Worte, was schon bald in einer vermeintlichen Affäre resultiert. Sie beginnen, sich gegenseitig „kleines Mädchen“ und „alter Mann“ zu nennen. Nach einer kurzen Reise nach Guadalajara wird Jan kalt gegenüber Aura und sie wirft ihm vor, sie einmal „Sarah“ genannt zu haben. Sie sehen sich nicht mehr, bis Aura dem Professor nach einem Jahr einen Überraschungsbesuch abstattet. Der Professor bittet sie nur ungern hinein und sie bleibt für vier Tage in einem Hotel, wo er sie nur einmal besucht. Das Treffen läuft jedoch schief und sie brechen den Kontakt ab.
Drei Wochen später bekommt der Professor Post von einem Anwalt, da anscheinend in Guadalajara etwas zwischen den beiden vorgefallen ist. Daraufhin schreibt er Aura, dass all dies mit ihrem Einverständnis passiert sei.
Dies alles erfährt Franz aus der Korrespondenz des Professors. Auf einem Ausflug mit zwei Skischülern verteidigt Franz den Professor, da sie schlecht über seinen Suizid gesprochen haben. Später gehen sie in eine Bar und Franz wird vom Hilfssheriff ertappt, wie er betrunken heimfahren will und ermahnt ihn ein letztes Mal.

#### Siebtes Kapitel
Franz erinnert sich an seine Kindheit und wie sich seine Eltern immer gestritten haben. Er möchte mit Viktor seine Mutter besuchen gehen. Während er auf Viktor wartet, geht er zum Schwesternfriedhof und stößt auf Schwester Antonia. Diese stellt ihm Fragen über die tote Braut und behauptet, dass eine alte Nonne Iris in der Hochzeitsnacht an die Klostertür klopfen gesehen habe. Sie erwähnt auch, dass Männer Frauen „schubsen“, bis sie zerbrechen. Daraufhin fragt sich Franz, ob er der erste Schubs bei Sarah gewesen ist. Als Viktor kommt, besuchen sie ihre Mutter, die jetzt nicht mehr trinkt.

#### Achtes Kapitel
Silvia Moravec, Frau des Professors, trifft Franz. Sie erzählt ihm von der Geheimnistuerei des Professors: Der Professor hat als Jugendlicher einen Autounfall, bei dem seine Eltern und seine zwölf Jahre jüngere Schwester Jana sterben. Nach dem Unfall übernimmt er ihren Namen und heißt jetzt Jan statt František, was die tschechische Form von Franz ist. Er ist seitdem nicht mehr derselbe und besucht Kinderspielplätze, wo er Mädchen beobachtet. Er weiß ungewöhnlich viele Details über verschwundene Mädchen in der Gegend und erzählt damals in Seattle Aura davon, was zum Kontaktabbruch und Brief vom Anwalt geführt hat. Beim zweiten Durchlesen des Professors Akte ist Franz angeekelt, da er nun mehr über Jan weiß.

#### Neuntes Kapitel
Zwei Wochen sind vergangen. Franz lernt den Vater von Kira kennen, die in drei Wochen Aslan Kara heiratet. Franz wird erneut vom Kommissar über die Unglücksnacht befragt, da Antonia Gerüchte über Franz verbreitet. Er fragt ihn auch nach Sarah Flarer, die jetzt Clara de Winter heißt. Der Kommissar lässt Franz wissen, dass er vom Kuss weiß. Außerdem wiederholt er Aussagen, von welchen Franz beteuert, Sarah habe sie gesagt.
Franz googelt Clara de Winter, sie ist inzwischen 27 und eine berühmte Violinistin, ihre Eltern streng religiös. Bei einem Interview wird sie gefragt, ob sie mal missbraucht worden sei und sie antwortet mit nein. Jedoch fügt sie hinzu, dass sie nicht darüber sprechen würde, auch wenn es so wäre. Franz sucht nach mehr Anspielungen in anderen Interviews, wird aber nicht fündig.

#### Zehntes Kapitel
Franz wird von Matthew Hildebrand abgeholt, um nach Seattle zu fahren. Matthew ist der Fahrer des Bestattungsunternehmens, das die Überführung der Leiche des Professors nach Seattle organisiert hat. Der Professor hat vor seinem Tod gewünscht, dass er auf dem Landweg nach Seattle transportiert werde und dass Franz bei der Fahrt dabei sei. Die beiden fahren los und machen mehrmals Pause, damit Matthew essen kann. In Montana werden sie von der Polizei angehalten und gefragt, was im Pick-Up geladen sei. Matthew zeigt ihm die Papiere. Der Polizist besteht darauf, das Auto zu durchsuchen und entdeckt die Krocket-Schläger, die sich auf dem Rücksitz unter einem Mantel befinden. Er warnt Matthew, lässt ihn aber weiterfahren. Am Abend suchen sie ein Motel, in dem sie die Nacht verbringen. Franz wird von Matthew aus dem Zimmer rausgeworfen und ist somit gezwungen, im Auto zu schlafen. In der Nacht beobachtet Franz auf dem Parkplatz ein wildes Paar, über das er am nächsten Morgen mit Matthew redet. Am Nachmittag kommen sie in Seattle an, wo Franz sich mit Silvia trifft. Sie gehen zusammen essen und sie gibt ihm eine Haarlocke des Professors.
Zwei Tage später – nach dem Begräbnis – fährt Franz zurück nach Jackson, wo er den Hilfssheriff in einer Bar trifft. Er erzählt Franz, dass Matthew ein ehemaliger Sexualstraftäter ist und mehrere Jahre im Gefängnis gesessen hat.
Der Professor hat einen großen Teil seines Vermögens im Gymnasium in Mähren hinterlassen, welches seine Schwester vor ihrem Tod besucht hatte. Franz fährt dorthin, um die Haarlocke beim Friedhof abzulegen. Weil er das Grab der Schwester nicht findet, lässt er die Haarlocke vor dem Gymnasium liegen.

#### Elftes Kapitel
Aslan Kara und Kira heiraten und Franz empfindet die Hochzeit als die Schönste, die er bisher erlebt hat. Kurz nach Beendigung des Fotografierens des Brautpaares stößt Schwester Antonia zu den Dreien und kritisiert das Paar, welches sich ständig küsst und erwähnt auch kurz das Unglück der toten Braut. Kira blockt aber ab und Schwester Antonia kann die Stimmung nicht verderben.
Später hält Kiras Vater auf der Feier eine emotionale Rede und alle tanzen. Sogar Franz wird von Kira zum Tanz aufgefordert, trotz seines verletzten Knies. Der Kommissar gesellt sich zu Franz und sie führen ein angespanntes Gespräch. Da der Kommissar über das viele Küssen des Brautpaares lästert, erinnert sich Franz an seine Zeit im Internat. Im Alter von zehn bis zwölf Jahren wurde ihm dort befohlen, andere zu küssen. Danach hat er bis auf den Kuss mit Sarah niemanden mehr geküsst. Plötzlich stellt ein Betrunkener Franz lauthals die unangenehme Frage, ob es ein statistisches Problem oder Rassismus sei, wenn ein kleiner, dicker und zudem glatzköpfiger Mann (Anspielung auf Aslan Kara, der Bräutigam) ständig von großen Blondinen abgewiesen wird. Der Betrunkene kommt zum Entschluss, dass die Ursache möglicherweise Pech ist und später wissen auch alle über die Geschichte Bescheid.
Als Franz im Bett liegt erinnert er sich an einen Schauspieler, der von ihm und dem ehemaligen Freund von Kathy aus Kathys Bar geworfen wurde. Auf dem Parkplatz schlägt Franz auf ihn ein. Nach diesem Ereignis kommen sich Franz und Kathy etwas näher und sie küssen sich einige Male.

#### Teil II: DIE NICHT ERZÄHLTE GESCHICHTE
Franz erinnert sich an die Worte des Professors, die er ihm zwei Tage vor seinem Tod mitgeteilt hat, dass jeder Mensch eine Geschichte habe, die er niemandem erzählen wolle. Franz macht sich Vorwürfe, nicht nachgefragt zu haben, statt gleich mit einer eigenen Geschichte anzufangen. Er hat dem Professor von Eileen erzählt, eine Geschichte, die er bis dahin für sich behalten hatte. Er gesteht, dass er nach seiner ersten Begegnung mit ihr ständig in die Zeitung geblickt hat, als hätte es einen Bericht darüber geben müssen. Der Professor unterbricht ihn mit dem Kommentar, dass wenn er ihn nicht kennen würde, er sofort den Sheriff informieren müsste.
Die Geschichte mit Eileen findet im zweiten Winter statt, in dem Franz in Jackson unterrichtet. Er trifft Eileen in einem Schnapsladen. Sie zieht sofort seine Aufmerksamkeit auf sich und obwohl sie ihm nicht bekannt vorkommt, fragt er sich, an wen sie ihn erinnert. Sie ist dabei, Weinflaschen zu inspizieren und als sie Franz bemerkt, stürzt dieser aus dem Laden und beobachtet sie von außen. Als sie schließlich den Laden verlässt, läuft sie schnell über die Straße und verschwindet in ein Gebüsch. Franz stellt sich vor, wie sie die gekaufte Weinflasche öffnet und gierig daraus trinkt. Eine große Sehnsucht erfasst ihn und er beschließt, sich schnell zu entfernen.
Das zweite Treffen erfolgt in einer Bibliothek. Eileen steht bei den Romanen von Louis L’Amour. Beim Regal ist das Zitat „A LOT REMAINED TO BE EXPLAINED“ aus einem seiner Romane mit rot an die Wand gepinselt. Franz spricht sie an. Sie verabreden sich für den nächsten Tag und Eileen, die eine Bleibe sucht, kommt bei Kathy unter. Franz kauft sich ein altes, klappriges Auto und lädt Eileen zu drei Ausfahrten ein. Eine nach Idaho und eine nach Thermopolis. Die dritte Ausfahrt führt sie in die Wüste vor Colorado. Franz hat die Orientierung verloren und zu allem Überfluss verliert ein Reifen Luft. Der Versuch, den Reifen ohne Wagenheber auszuwechseln schlägt fehl und resultiert in einem festgefahrenen Rad. Franz beschließt, ein Stück zu laufen und Eileen begleitet ihn. Schließlich treffen sie auf ein vorbeifahrendes Auto. Eileen zögert erst und möchte Franz zurückhalten, da unklar ist, wer genau im Auto sitzt. Die Rancher aus dem Auto helfen, den Reifen auszuwechseln und als Franz und Eileen wieder in Jackson ankommen lobt Eileen Franz für das Abenteuer. Drei Tage später ist sie verschwunden und kehrt nie wieder zurück. Unter Eileens Bett werden Whiskyflaschen gefunden, obwohl sie in der Öffentlichkeit Alkohol immer abgelehnt hat. Franz merkt erst etwas später, dass er sie vermisst. Es kommt ihm vor, als wäre sie schon in der Nacht, als sie eine Panne erlitten, verschwunden und nie wieder davon zurückgekehrt. Später erscheint Eileens Bruder in Kathys Bar und erkundigt sich nach seiner Schwester. Er fragt Franz auch nach den gemeinsamen Ausfahrten. Nachdem er Franz’ Auto inspiziert hat, fragt er ihn ob er etwas mit Eileen am Laufen hatte. Franz antwortet nicht. Der Bruder verschwindet wieder und Franz hofft noch lange, dass Eileen irgendwann zurückkehrt.
Während er dem Professor diese Geschichte erzählt, fragt ihn dieser, was denn mit Sarah sei. Franz mag nicht antworten. Daraufhin hinterfragt der Professor Sarahs Existenz. Franz tut dies als Scherz ab und nimmt die Aussage locker.
Auf die Frage, nach was Franz Sehnsucht verspürt hat, als er Eileen ins Gebüsch kriechen sieht, sagt er, dass er sie beschützen wolle. Was Franz wirklich empfunden hat, war die Ausgesetztheit Eileens ihm gegenüber im Gebüsch. Er möchte diesen Gedanken jedoch nicht laut aussprechen. Er fürchtet sich davor, auf wie viele Weisen diese Worte aufzufassen sind und behält sie daher für sich. Franz kommt auf den Schluss, dass es nicht nur eine Geschichte gibt, die nicht erzählt werden will, sondern dass es Geschichten gibt, die erzählt werden, um andere nicht erzählen zu müssen.

#### Teil III: SARAH FLARER
Franz beschließt, ein Konzert von Sarah zu besuchen. Nicht, um ihm beizuwohnen, sondern um sie zu sehen, sei es auch nur für ein paar Sekunden. Er erinnert sich, dass er, trotz ihrer Behauptung, siebzehn zu sein, dachte, dass sie kaum sechzehn sein müsste. Allerdings ist ihr Alter ihm egal. Er realisiert, dass er nicht einfach ein minderjähriges Mädchen geküsst, sondern sie genötigt hat. Er befürchtet, dass der Kommissar in Jackson Erkundigungen über ihn einholen könnte und auf sie Geschichte mit Eileen stoßen könnte.
Michael Mattlinger, einer der vier Verehrer, ist einmal bei Viktor aufgetaucht und hat mit Schwester Antonia gestritten. Franz erinnert sich an ihre Aussage, dass ein Mann nicht vor Ort sein muss, um eine Frau zu schubsen und er ist froh, dass sie nicht weiß, dass er nur wenige Wochen zuvor am Schlossberg Sarah gegen ihren Willen geküsst hat.
Da der Zustand von Franz’ Knie immer schlechter wird, nimmt Viktor ihn mit zum Arzt. Dieser verlangt eine weitere Operation. Franz jedoch möchte zuerst an Sarahs Konzert gehen. Er lässt die Begegnung mit ihr wie ein Zufall erscheinen und läuft zweimal an ihr vorbei. Er kommt zum Schluss, dass eine Entschuldigung bei ihr zu nichts bringt und beschließt spontan, nach Italien zu fahren, nachdem er das Schild ST. GOTTHARD erblickt. Sein Ziel ist Sizilien. Mitten in der Nacht sucht er sich schließlich eine Raststätte zum Ausruhen. Nachdem er einige Minuten im Auto gedöst hat, sieht er eine Frau aus einer Fahrerkabine steigen. Er beobachtet sie und als sie schließlich verschwindet, steigt er aus und sucht sich einen Platz, um sich zu erleichtern. Dabei stößt er wieder auf die Frau, die in Begleitung eines Mannes durch ein Loch im Stacheldrahtzaun schlüpft. Um dem Mann auszuweichen, geht er weiter am Zaun entlang, bis er auf einem Hügel ankommt. Von dort aus erblickt er eine kleine Siedlung mit notdürftig erstellten Behausungen und einem Lagerfeuer, auf welches die Frau zusteuert. Doch bevor er sich versieht, kommen zwei Männer auf ihn zu. Im Versuch, sich zu verteidigen, erscheint ein dritter Mann in seinem Rücken und schlägt ihm auf den Hinterkopf. Seine Empfindungen darauf erscheinen wie eine Dankbarkeit, dass es endlich jemand getan hat.
Franz wacht in einem Krankenhaus auf. Er ist bis auf die Unterhose entkleidet und ohne jegliche Habseligkeiten bei sich zu haben bewusstlos auf dem Parkplatz aufgefunden worden. Da niemand seinen Namen, noch seine Herkunft, weiß, beschließt er, solange nichts zu sagen, wie irgendwie möglich. Schließlich fragt er dennoch nach Stift und Papier, schreibt „Schluss mit dem Selbstmitleid“ oben auf die Seite und fügt einen falschen Namen hinzu, um ihm etwas Zeit zu verschaffen, und den Fragen auszuweichen, denn solange niemand weiß, wer er ist, könne er erzählen, was er wolle. Und das sei ein guter Anfang.

## Figuren

### Franz (Hauptfigur, Erzählinstanz)
Franz hat eine schwierige Kindheit. Seine Mutter, die alkoholabhängig ist, und sein Vater streiten sich nachts häufig, wenn er und sein Bruder Viktor schlafen wollen. Mit 17 Jahren beginnt Franz, als Hochzeitsfotograf auf den von seinen Eltern organisierten Hochzeiten zu fotografieren. Auf sehen Fotos sehen die Bräute aus wie Heilige.
Nach dem Tod von Iris geht er nach Amerika und ist auch dort wieder indirekt in einen Tod, den des Professors, verwickelt. Franz ist eine sehr komplexe Figur, die nicht immer eindeutig zu verstehen ist. Vieles deutet darauf hin, dass Franz womöglich ein Stalker ist und ein Problem mit Ablehnung bzw. unerwiderter Liebe hat. Franz beobachtet sehr viele Frauen, darunter auch Sarah Flarer, Eileen und Iris. Alle von diesen Frauen verschwinden auch plötzlich. Die Hinweise dazu werden in der Interpretation vertieft.

### Jan Moravec (“Professor”)
Der Professor ist ein Raketenphysiker und Professor auf Tschechien. In seiner Kindheit erleidet er einen schwerwiegenden Autounfall, bei dem seine Eltern und seine Schwester sterben. Dieses Kindheitstrauma prägt ihn sehr, er ändert seinen Namen nach dem Unfall von Frantisek auf Jan. Er wird später oft auf Kinderspielplätzen gesichtet, was zu Gerüchten einer vermeintlichen Pädophilie führt. Nachdem sich Jan das Leben nimmt, erfährt Franz durch des Professors Korrespondenz über seine Affäre mit Aura Moreno. Beim Lesen der Briefe kommt ans Licht, dass sich Jan und Aura gegenseitig die Spitznamen „alter Mann“ und „kleines Mädchen“ gegeben haben. Als jedoch der Professor Aura von verschwundenen Mädchen in der Gegend erzählt und ungewöhnlich viele Details kennt, droht sie, zur Polizei zu gehen. Seine Frau Silvia Moravec hat einen Hass gegen Aura.
1941 in Mähren (Nähe österreichische Grenze) geboren, 2005 gestorben, Russe (s. 105) -> schweigsam, kalt, Haus sehr normal -> bedrückende Atmosphäre, Geburtstag im Februar: teures Essen -> wohlhabend,

### Iris (“tote Braut”)
Iris arbeitet als Eventmanagerin. Sie unterscheidet sich in Franz’ Augen von den anderen Bräuten, die normalerweise in der Hochzeitsfabrik heiraten. Kurz bevor sie die Hochzeitsfotos auf der Klippe machen, trinkt sie heimlich Alkohol und raucht, wahrscheinlich weil sie sich mit ihrem zukünftigen Mann über seine Beziehung zu seiner Mutter gestritten hat. Während dem Fotografieren macht sie Kommentare darüber, dass Franz sie liebe und macht sich lustig über ihn. Am Abend bei der Hochzeit wird sie von ihren vier Ex-Freunden, darunter der Fernsehsprecher, Moderator und Entertainer Michael „Michi“ Mattlinger, „entführt“ und kommt erst spät nachts zurück. Am nächsten Morgen wird sie mit einem gebrochenen Genick am Fuß der Klippe aufgefunden. Ob sie sich das Leben genommen hat oder ob es ein Unfall oder gar ein Mord gewesen ist, bleibt ungeklärt.

### Clara de Winter, früher Sarah Flarer
Sarah ist die Cousine einer Braut, die ihre Hochzeit bei Franz’ Familienunternehmen feiert, und wird einige Wochen vor Iris’ Hochzeit von Franz gegen ihren Willen geküsst. Zu diesem Zeitpunkt hat sie ihre Haare auf einer Seite des Kopfes komplett abrasiert, die andere Seite ist gelockt. Sie hat wilde Sommersprossen, trägt ein Kleid, welches sie nach Franz’ Aussage kindlich aussehen lässt, und spielt gerade auf ihrer Geige. Sie gibt an, 17 Jahre alt zu sein aber im Verlauf der Geschichte stellt sich heraus, dass sie unter 14 Jahre alt war. Sie ändert ihren Namen und zieht an einen anderen Ort, wo sie eine berühmte Violinistin wird. Über den Vorfall mit Franz äußert sie sich außerhalb ihrer Eltern nicht.

### Kathy
Kathy ist eine Wirtin in Jackson, die gut mit Franz befreundet ist. Als Wirtin muss sie sich stets bei Streitigkeiten zwischen Kunden durchsetzen, was sie zu einer willensstarken und selbstbewussten Frau macht.

### Viktor
Viktor ist der drei Jahre jüngere Bruder von Franz. Er nimmt Franz nach seinem Unfall im renovierten Restaurant (Hochzeitsfabrik) seines Vaters auf, bevor er auch den Hochzeitsbetrieb wiederaufnimmt. Franz gegenüber ist Viktor sehr kompetitiv, denn er versucht seit ihrer Kindheit alles besser zu machen als Franz. Es scheint fast, als hätte er dies auch erreicht, da Franz nun ohne Geld und mit einer Verletzung von seinem Bruder abhängig ist. Er verdächtigt Franz des Mordes an Iris, weil sein Vater ihm im Sterbebett gesagt hat, dass er Franz in der Nacht des Geschehens noch draußen gesehen hat. Er bittet seine Frau Johanna, Franz über diese Nacht auszufragen. Sie kommen aber zu keinen brauchbaren Informationen.
Nach dem Tod vom Vater ist er fülliger geworden und gleicht mit seiner Statur und Frisur sowie mit der Kleidung immer mehr seinem Vater.
Viktor ist sehr stolz auf seinen Jagdschein und geht oft auf Jagdausflüge und bekocht danach Johanna, Franz und gelegentlich Gäste mit eigenhändig erlegtem Wild.
Als Kind hatte er Anfälle, wenn nicht alles nach seinem Willen gelaufen ist.

### Schwester Antonia
Die Nonne ist versessen darin, den Tod der Braut aufzuklären. Sie ist überzeugt, dass es sich um einen Mord handelt. Dabei verdächtigt sie alle Männer, darunter auch Franz. Sie behauptet, sie habe die Braut in der Nacht ihres Todes an die Klostertür klopfen hören.
Sie hat einen Hass auf Männer und sagt, dass Männer Frauen im Verlauf ihres Lebens immer wieder „schubsen“, bis sie zerbrechen.

## Erzählinstanz
Der Ich-Erzähler Franz erzählt die Geschichte in einem narrativen Modus aus seiner eigenen Perspektive, weshalb eine autodiegetische und überwiegend extradiegetische Erzählinstanz vorzufinden ist. Die Erzählinstanz ist somit auch intern fokalisiert. Da es sich im Text um seine Erinnerungen handelt, wird oft verschweigend erzählt. Dies kann bewusst sein, um Dinge zu verheimlichen, oder unbewusst, aufgrund von mangelnder Erinnerung oder weil Franz seinen eigenen Erinnerungen nicht traut. Am Schluss der Geschichte liegt Franz nach einem Überfall im Krankenhaus. Es könnte gut sein, dass er von dort aus die ganze Geschichte niederschreibt und eventuell durch den Unfall oder schwammige Erinnerungen einiges weglässt, vergisst oder bewusst verändert. Dies führt auch zu einem sprunghaften, nicht-chronologisch gegliederten Erzählen, da er möglicherweise noch von seinem Unfall oder der Tatsache, dass er Sarah gesehen hat, aufgewühlt ist und deshalb einfach aufschreibt, was ihm einfällt. Das Zitat von Louis L’Amour, welches besagt, dass Vieles noch erklärt werden muss, weist auch auf das lückenhafte Erzählen hin.
Die Erzählart ist unzuverlässig, da man Franz nicht immer trauen kann. Mit dem abschließenden Satz «Solange niemand etwas von mir wusste, konnte ich alles erzählen, und das war ein guter Anfang» wird dies auch belegt und von Franz selbst zugegeben.

## Interpretation
Dank des verschweigenden Erzählens wird die Interpretation des Geschehens dem Leser überlassen, obschon einige Hinweise im Text vorhanden sind, die den Leser leiten sollen. Hier einige Beispiele von Hinweisen, die trotz des Verschweigens einiger Geschehnisse, auf einen möglichen Handelsstrang hindeuten:

### Sarah
Auf der Hochzeit, an der Franz Sarah kennengelernt hat, beschwert sich Sarah über das Heiraten und wie unnötig sie das finde. In Berücksichtigung des letzten Satzes der Geschichte könnte jedoch auch Franz dies gesagt haben, da der Kommissar später behauptet, dass nach Sarahs Aussage Franz dies gesagt hat. Wem nun zu Glauben ist, ist dem Leser überlassen. Franz soll sie auch geküsst haben, jedoch bleibt auch die Frage offen ob noch mehr geschehen ist als nur ein Kuss.

### Eileen
Eileen verschwindet, nach Franz’ Erzählung drei Tage nach dem Ausflug, bei dem sie eine Panne mitten in der Wüste erleidet. Franz’ Aussage: “Meine Reaktion war ein paradoxes Schuldbewusstsein, [...] geradeso, als hätte ihr Verschwinden mit unserer Panne in der Wüste zu tun und als wäre sie nie mehr von dort zurückgekehrt und in jener Nacht schon verschwunden und nicht erst drei Tage später” (S. 314/315), als er auf das Geschehen zurückblickt, lässt darüber spekulieren, ob Eileen nicht doch während des Ausflugs verschwindet. Es bleibt zu interpretieren, ob Franz selbst etwas mit ihrem Verschwinden zu tun hat, oder ob die Rancher nicht geholfen, sondern sie entführt haben. Außerdem ist vermutbar, dass möglicherweise Franz an unerwiderter Liebe zu Eileen litt. Denn auf die Frage ihres Bruders, ob er “etwas mit ihr gehabt [hat]” (S. 316), antwortet Franz nicht. Bereits bei Sarah hat er ihre Ablehnung nicht akzeptiert und sie trotzdem geküsst. Verbunden mit seinem Charakterzug, dass er Ablehnung nur schwer annimmt, ergibt eine „Rache“ seinerseits an Eileen durchaus Sinn, was ihm ein Tatmotiv zuspricht.

### Iris
Die Theorie, dass Aussagen von Figuren nach Franz’ Erzählung nicht zwingend von ihnen gesagt werden, sondern auch von Franz selber stammen können, kann die Passage: “Wenn ich dich hier hinunterstoßen würde, würde mich unser Fotograf bestimmt nicht verraten. Ich könnte sagen, du bist zu weit vorgetreten und gestolpert, [...] und er würde meine Aussage decken. Dir ist es wahrscheinlich nicht aufgefallen, aber er hat sich ein bisschen in mich verliebt” (S. 23) auch interpretiert werden, dass nicht Iris dies sagt, sondern es Franz’ Gedanken sind. Dazu kommt, dass Franz ein angespanntes Verhältnis zwischen Iris und ihrem Bräutigam beschreibt. Auf den Hochzeitsfotos jedoch ist nichts von diesem Streit zu erkennen. So kann daraus geschlossen werden, dass gar nie ein angespanntes Verhältnis zwischen dem Brautpaar existiert, sondern Franz damit seine Verliebtheit gegenüber Iris rechtfertigt. Verbunden mit der Geschichte von Eileen und seinem Charakter, gibt ihm dies ein Motiv, Iris umzubringen. Dazu kommt, dass erst später im Text erwähnt wird, dass Franz in der Nacht, als Iris ermordet wird, nochmals nach draußen gegangen ist, obwohl er dem Kommissar gegenüber behauptet, er habe den ganzen Abend in seinem Zimmer verbracht. Dies wirft Fragen auf, denn auch wenn Franz, als er damit von Viktor konfrontiert wird, behauptet, er sei nur ein wenig auf dem Areal herumgegangen und hätte dann seinen Vater getroffen, hätte Franz zuvor auch auf dem Schlossberg gewesen sein können. Der Leser wird es nie genau wissen.

### Themen

#### Glauben
“Als ich jung war, glaubte ich an fast alles, und später an fast gar nichts mehr, und irgendwann in dieser Zeit dürfte mir der Glaube, dürfte mir das Glauben abhanden gekommen sein” (S. 17)
Das Glauben ist ein Thema, welches im Text eine zentrale Rolle spielt und immer wieder vorkommt. Der Leser und die Figuren müssen sich wiederholt damit auseinandersetzten, denn: Wer erzählt die Wahrheit? Wem ist zu trauen? Und vor allem: Was ist wirklich geschehen? Durch das verschweigende Erzählen fehlen dem Leser gewisse Informationen, um das Geschehen richtig einzuordnen. Außerdem können sich gewisse Situationen in Wirklichkeit völlig anders abgespielt haben, als wie sie erzählt werden. Der Leser muss nun selbst Entscheidungen treffen, wem er Glauben schenkt und wem nicht. Für die Figuren gilt dasselbe: Franz verliert seine Erinnerungen und muss nun entscheiden, wem oder was er glauben kann, seinen Erinnerungen oder womöglich den Aussagen anderer. Auch in der Geschichte des Professors müssen sich die Figuren und der Leser mit dem „wem Glauben schenken“ auseinandersetzen. Glauben sie den Gerüchten über eine vermeintliche Pädophilie oder den Worten des Professors, dass alles nicht so ist, wie es scheint?
Zusammenfassend kann gesagt werden, dass der Text von den Figuren, wie auch vom Leser fordert, sich nicht nur an die erstbeste Aussage zu klammern, sondern auch hinter das Geschehen zu blicken und besonders auf Hinweise, die den Verlauf der Geschichte andeuten, zu achten. Erst nach der Berücksichtigung dieser Aspekte soll entschieden werden, wem zu Glauben ist.

#### Gerüchte
Ein weiteres zentrales Thema des Romans sind die Gerüchte. In der Geschichte des Professors ist vieles von den Gerüchten abhängig, die sich um ihn ranken. Obwohl er sich durch Kontakt mit echten oder vermeintlichen Mädchen sich seiner Schwester näher fühlen möchte, zerstören die Gerüchte über Pädophilie seinen Ruf, auch wenn sich alles nur um Annahmen und Spekulationen handelt. Nicht zuletzt wird auch seine Schrulligkeit bemängelt. Das ständige Gespräch über ihn hinter vorgehaltener Hand, führt schlussendlich zu seinem Suizid. Da er wortwörtlich sein Gesicht zerstört, indem er kopfvoran in einen Baum fährt, kann nun niemand mehr im übertragenen Sinn sein Gesicht (= seinen Ruf) mit weiteren Gerüchten zerstören.

#### Vergangenheit
Der Text ist von Erinnerungen und somit von der Vergangenheit geprägt. Franz schaut stets wieder auf Vergangenes zurück, was mit dem sprunghaften Erzählen sichtbar wird. Dies könnte heißen, dass Franz nicht mit seiner Vergangenheit abschließen kann und er sich deshalb stets auf Vergangenes konzentriert, anstatt in die Zukunft.

### Motivik

#### Alkohol
Ein Leitmotiv in der Geschichte ist Alkohol. Alkohol wird immer wieder in den unterschiedlichsten Situationen erwähnt. Beispielsweise an der Hochzeit von Iris: Iris hat laut Franz Alkohol dabei und trinkt heimlich von diesem, bevor Franz die Fotos macht. Auch vor ihrem Tod auf dem Schlossberg habe sie laut dem Obduktionsbericht Champagner getrunken. Hinzu kommt Eileen, welche anscheinend ein Alkoholproblem hat, dieses aber geheim hält. Außerdem geht Franz oft in Bars, beispielsweise zu Kathy, was eventuell mit der ehemaligen Alkoholabhängigkeit seiner Mutter zu tun hat. Der Alkohol könnte für die Figuren ein Mittel sein, um bedrückende Ereignisse aus der Vergangenheit zumindest für eine Zeit zu vergessen. Durch Alkohol weicht das Wahrgenommene oft auch von der Realität ab, was bekanntlich bei Franz oft der Fall ist.

#### Tod
Der Tod ist ein bedeutsames Motiv, welches beispielsweise mit dem Tod von Iris, dem Professor, Franz’ Vater und dem starren Günther ständig auftritt. Dies verbreitet über den ganzen Text eine bedrückende Stimmung. Auch das Lügen kann eine bedrückende Wirkung auf einen haben, womit also die bedrückende Stimmung des Textes auf die Bedrücktheit von Franz deutet. Der Tod kann stets auch auf zwei Arten wahrgenommen werden: als etwas Befreiendes – wie das Erzählen einer Wahrheit – oder als etwas Angstauslösendes. Durch den Tod einer Person, beispielsweise des Professors, kann jedoch Lügen auch ein Ende gesetzt werden.

### Kontext
Die MeToo-Debatte kann für einige Elemente des Textes angewendet werden. Zum Beispiel für den Kuss, den Franz Sarah aufgezwungen hat, ohne ihr Einverständnis. Franz weiß sogar, dass Sarah noch minderjährig ist, er tut es trotzdem. Sein Verhalten kann auf die Zeit, die er im Internat verbracht hat, zurückgeführt werden, als er gezwungen wird, regelmäßig Mitschüler zu küssen. Möglicherweise hat ihn diese Erfahrung so geprägt, dass er manchmal nicht unterscheiden kann, ob was er tut nun richtig ist oder nicht. Zumindest ist ihm sein Fehler im Nachhinein bewusst. Der Zusammenhang zur MeToo-Debatte liegt darin, dass Sarah gegen ihren Willen sexuell bedrängt wird, und obschon sie sich wehrt, lässt Franz nicht nach. Diese Problematik wird stark diskutiert im Rahmen der #MeToo Bewegung, in der sich Frauen zu Wort melden, welche sexuell belästigt oder sogar misshandelt wurden.

### Buchcover
Auf dem Buchcover ist ein Filmstreifen zu sehen mit einem Mädchen und einen Hund, die neben einem Feld herrennen. Der Filmstreifen hat zwei Bedeutungen: Der Film deutet auf Franz´ frühere Berufung als Fotograf hin und könnte auch aussagen, dass Franz von seiner Vergangenheit wegrennt. Auf dem ersten zum zweiten Bild verrutscht das Mädchen nach hinten. Dies könnte bedeuten, dass Franz nach dem Tod von Iris einen Neuanfang in Amerika macht. Doch als ihn seine Vergangenheit einholt versucht er, davon wegzurennen.

## Rezeption
Der Roman erhielt überwiegend positive Bewertungen und wurde 2019 mit dem Österreichischen Buchpreis ausgezeichnet. Laut der Jury „setzt [Gstrein] Zeichen um Zeichen. Man folgt seinem Konstrukt und seinem bewundernswert klaren Satzbau mit Spannung, aber im Gegensatz zum Detektivroman gibt es hier kein Superhirn, das die Zeichen eindeutig interpretieren könnte. Am Ende hält der Leser viele Fäden in der Hand. Ob einer davon der rote ist – wer weiß?“
Christoph Schröder schreibt für Die Zeit: „Wer der Schönheit der langen, windungsreichen Sätze Gstreins folgt, gerät leicht in Gefahr, die raffinierte Konzeption, die hinter ihnen steht, zu übersehen.“
Von Svenja Flaßpöhler vom literarischen Quartett wird Als ich jung war als „brillant erzählter Roman über Begehren, Schuld, Verdrängung“ bezeichnet. „Und damit geht es immer auch um die Grenzen des Erzählbaren. Was kann erzählt werden, was kann nicht erzählt werden. Und welche Geschichten erzählt man nur, um andere nicht zu erzählen ... das fand ich phänomenal.“ meint sie.